# أستطيع فقط التخيل
أستطيع فقط التخيل (بالإنجليزية: I Can Only Imagine)‏ هو فيلم درامي مسيحي أمريكي تم إنتاجه في سنة 2018 وهو من إخراج إروين برذرس وبطولة مايكل فينلي و مادلين كارول و تريس أدكينز و بريسيلا شيرر و كلوريس ليتشمان و دينيس كويد. قصة الفيلم تتكلم عن المغني بارت ميلارد مع والده بعد أن تركته والدته.

## البطولة
- جاي مايكل فينلي بدور بارت ميلارد
- برودي روز بدور بارت ميلارد الصغير
- دينيس كويد بدور أرثر ميلارد
- كلوريس ليتشمان بدور ميماو جدة بارت
- مادلين كارول بدور شانون
- تايغن بورنس بدور شانون الصغيرة
- تريس أدكينز بدور سكوت بريكل
- بريسيلا شيرر بدور السيدة فينتشر
- نيكول دوبورت بدور إيمي غرانت
- مارك فورز بدور ناثان

## التقييم
حصل الفيلم على تقييم 70% في موقع الطماطم الفاسدة بناءً على 23 مراجعة وذكره النقاد بكونه واحد من أفضل الأفلام المسيحية. في موقع ميتاكريتيك حصل الفيلم على تقييم 29 من 100 وحصل على 7 انتقادات معظمها سلبية.

## وصلات خارجية
- أستطيع فقط التخيل على موقع IMDb (الإنجليزية)
- أستطيع فقط التخيل على موقع روتن توميتوز (الإنجليزية)
- أستطيع فقط التخيل على موقع ألو سيني (الفرنسية)
- أستطيع فقط التخيل على موقع Turner Classic Movies (الإنجليزية)
- أستطيع فقط التخيل على موقع أول موفي (الإنجليزية)
- أستطيع فقط التخيل على موقع بوكس أوفيس موجو (الإنجليزية)
- أستطيع فقط التخيل على موقع فيلمافينيتي (الإسبانية)
- أستطيع فقط التخيل على موقع قاعدة بيانات الأفلام السويدية (السويدية)
- أستطيع فقط التخيل على موقع قاعدة بيانات الفيلم (الإنجليزية)
- أستطيع فقط التخيل على موقع ليتربوكسد (الإنجليزية)
- الموقع الرسمي
- أستطيع فقط التخيل على قاعدة بيانات الأفلام على الإنترنت